# Aki Hoshino
Aki Hoshino (jap. ほしの あき Hoshino Aki; ur. 14 marca 1977 r. w Tokio) – japońska aktorka, idolka oraz modelka. Obecnie ma przerwę od jakiejkolwiek aktywności związanej z przemysłem rozrywkowym.

## Życiorys
Hoshino jest autorką książki wydanej w 2010 roku, zatytułowanej "Hoshino Body". Wyszła za mąż za Dżokeja wyścigów konnych Kioseia Miure 25 września 2011 r. Ich córka urodziła się 12 kwietnia 2012 roku. W 2022 roku zawiesiła swoją działalność związaną z branżą rozrywkową.

## Filmografia

### Seriale
- Yamato Nadeshiko Shichi Henge (TBS 2010) odc.1,3
- Gokusen 3 SP (NTV 2009)
- Gokusen 3 (NTV 2008)
- Dragon Fly (Wowow 2006)
- Bengoshi no Kuzu (TBS 2006)
- Toritsu Mizusho! (NTV 2006)
- 39-toshi no Aki (39歳の秋) (TBS 1998)
- San Shimai Tantei Dan (NTV 1998)
- Itazura na Kiss (TV Asahi 1996)

### Filmy
- Gokusen: The Movie (2009)
- Awa Dance (2007)
- Gekijoban Kamen Raida Den-O Ore, Tanjo! (2007)
- Shrek 3 (2007) - (głos)